# Yasin Özcan
Yasin Özcan (Kağıthane, 20 april 2006) is een Turks voetballer die doorgaans speelt als centrale verdediger. In juni 2025 verruilde hij Kasımpaşa voor Aston Villa, dat hem die zomer verhuurde aan Anderlecht. Özcan maakte in 2025 zijn debuut in het Turks voetbalelftal.

## Clubcarrière
Özcan speelde in de jeugd van İl Özel İdaresispor en Karadolap Gençlikspor, voor hij in 2018 in de opleiding van Kasımpaşa werd opgenomen. Bij die club maakte hij zijn debuut op 8 augustus 2022. Op die dag werd door doelpunten van Danijel Aleksić, Patryk Szysz, Mounir Chouiar en Deniz Türüç met 4–0 verloren van Istanbul Başakşehir. Özcan mocht in de rust invallen en speelde de tweede helft naast Jeffrey Bruma centraal achterin. Op 21 januari 2023, nog voor zijn zeventiende verjaardag, maakte Özcan zijn eerste doelpunt als profvoetballer. Dit was net als zijn debuut tegen Istanbul Başakşehir. De verdediger opende de score, maar omdat Aleksić, Türüç en Szysz ook nu tot scoren kwamen, verloor Kasımpaşa het duel met 1–3.
Vanaf het begin van het seizoen 2023/24 had Özcan overwegend een basisplaats bij Kasımpaşa. In februari 2025 werd hij vastgelegd door Aston Villa voor het seizoen 2025/26. De Engels club betaalde circa zeven miljoen euro voor zijn overgang en hij zette zijn handtekening onder een verbintenis voor de duur van vijf seizoenen. Hij verliet Kasımpaşa uiteindelijk met vierennegentig officiële optredens achter zijn naam. Aston Villa besloot Özcan diezelfde zomer nog te verhuren; Anderlecht nam de verdediger tijdelijk over, met een optie tot koop.

## Clubstatistieken
| Seizoen | Club         | Competitie      | Competitie | Competitie | Beker | Beker | Internationaal | Internationaal | Totaal | Totaal |
| Seizoen | Club         | Competitie      | Wed.       | Dlp.       | Wed.  | Dlp.  | Wed.           | Dlp.           | Wed.   | Dlp.   |
| ------- | ------------ | --------------- | ---------- | ---------- | ----- | ----- | -------------- | -------------- | ------ | ------ |
| 2022/23 | Kasımpaşa    | Süper Lig       | 19         | 2          | 1     | 0     | —              | —              | 20     | 2      |
| 2023/24 | Kasımpaşa    | Süper Lig       | 37         | 2          | 3     | 1     | —              | —              | 40     | 3      |
| 2024/25 | Kasımpaşa    | Süper Lig       | 34         | 1          | 0     | 0     | —              | —              | 34     | 1      |
| 2025/26 | Aston Villa  | Premier League  | —          | —          | —     | —     | —              | —              | —      | —      |
| 2025/26 | → Anderlecht | Eerste klasse A | 0          | 0          | 0     | 0     | 0              | 0              | 0      | 0      |
| Totaal  | Totaal       | Totaal          | 90         | 5          | 4     | 1     | 0              | 0              | 94     | 6      |

Bijgewerkt op 8 augustus 2025.

## Interlandcarrière
Özcan maakte zijn debuut in het Turks voetbalelftal op 10 juni 2025, toen een vriendschappelijke wedstrijd gespeeld werd tegen Mexico. Door een doelpunt van Orbelín Pineda won dat land met 1–0. Özcan mocht van bondscoach Vincenzo Montella in de basisopstelling beginnen en hij werd in de rust naar de kant gehaald ten faveure van Mustafa Eskihellaç. De andere Turkse debutant dit duel was Ege Tıknaz (Rio Ave).
| Interlands van Yasin Özcan voor Turkije | Interlands van Yasin Özcan voor Turkije | Interlands van Yasin Özcan voor Turkije | Interlands van Yasin Özcan voor Turkije | Interlands van Yasin Özcan voor Turkije | Interlands van Yasin Özcan voor Turkije |
| №                                       | Datum                                   | Wedstrijd                               | Uitslag                                 | Competitie                              | Goals                                   |
| Als speler bij Kasımpaşa                | Als speler bij Kasımpaşa                | Als speler bij Kasımpaşa                | Als speler bij Kasımpaşa                | Als speler bij Kasımpaşa                | Als speler bij Kasımpaşa                |
| --------------------------------------- | --------------------------------------- | --------------------------------------- | --------------------------------------- | --------------------------------------- | --------------------------------------- |
| 1                                       | 10 juni 2025                            | Mexico – Turkije                        | 1 – 0                                   | Vriendschappelijk                       |                                         |

Bijgewerkt op 8 augustus 2025.